# Bison (Dél-Dakota)
Bison település az Amerikai Egyesült Államok Dél-Dakota államában, Perkins megyében, melynek megyeszékhelye is. Lakosainak száma 302 fő (2020. április 1.).

## Népesség
A település népességének változása:

| 2010 | 333 |
| 2020 | 302 |